# Papuacalia
Papuacalia là một chi thực vật có hoa trong họ Cúc (Asteraceae).

## Loài
Chi Papuacalia gồm các loài: